# العلاقات الأوزبكستانية التركية
العلاقات الأوزبكستانية التركية هي العلاقات الثنائية التي تجمع بين أوزبكستان وتركيا.

## مقارنة بين البلدين
هذه مقارنة عامة ومرجعية للدولتين:
| وجه المقارنة                                              | أوزبكستان       | تركيا         |
| --------------------------------------------------------- | --------------- | ------------- |
| المساحة (كم2)                                             | 448.98 ألف      | 783.56 ألف    |
| عدد السكان (نسمة)                                         | 32.39 مليون     | 80.14 مليون   |
| الكثافة السكانية (ن./كم²)                                 | 72.14           | 102.28        |
| العاصمة                                                   | طشقند           | أنقرة         |
| اللغة الرسمية                                             | اللغة الأوزبكية | اللغة التركية |
| العملة                                                    | سوم أوزبكستاني  | ليرة تركية    |
| الناتج المحلي الإجمالي (بليون دولار)                      | 48.72 مليار     | 851.10 مليار  |
| الناتج المحلي الإجمالي (تعادل القوة الشرائية) بليون دولار | 190.50 مليار    | 1.57 تريليون  |
| الناتج المحلي الإجمالي الاسمي للفرد دولار أمريكي          | 2.13 ألف        | 9.12 ألف      |
| الناتج المحلي الإجمالي للفرد دولار أمريكي                 | 5.57 ألف        | 19.79 ألف     |
| مؤشر التنمية البشرية                                      | 0.675           | 0.761         |
| رمز المكالمات الدولي                                      | +998            | +90           |
| رمز الإنترنت                                              | .uz             | .tr           |
| المنطقة الزمنية                                           | ت ع م+05:00     | ت ع م+03:00   |

## مدن متوأمة
في ما يلي قائمة باتفاقيات التوأمة بين مدن أوزبكستانية وتركية:
- ترتبط بخارى مع إزمير باتفاقية توأمة منذ 1992.[15][15]
- ترتبط سمرقند مع إسطنبول باتفاقية توأمة منذ 4 أغسطس 1986.
- ترتبط طشقند مع إسطنبول باتفاقية توأمة منذ 30 أبريل 1993.

## منظمات دولية مشتركة
يشترك البلدان في عضوية مجموعة من المنظمات الدولية، منها:
| علم المنظمة | اسم المنظمة                               | تاريخ انضمام أوزبكستان | تاريخ انضمام تركيا |
| ----------- | ----------------------------------------- | ---------------------- | ------------------ |
|             | وكالة ضمان الاستثمار متعدد الأطراف        | 4 نوفمبر 1993          | 3 يونيو 1988       |
|             | منظمة التعاون الإسلامي                    | ?                      | 25 سبتمبر 1969     |
|             | منظمة الشرطة الجنائية الدولية             | ?                      | ?                  |
|             | منظمة حظر الأسلحة الكيميائية              | ?                      | ?                  |
|             | الفريق المعني برصد الأرض                  | ?                      | ?                  |
|             | الأمم المتحدة                             | 2 مارس 1992            | 24 أكتوبر 1945     |
|             | مؤسسة التمويل الدولية                     | 30 سبتمبر 1993         | 19 ديسمبر 1956     |
|             | يونسكو                                    | 26 أكتوبر 1993         | 4 نوفمبر 1946      |
|             | مؤسسة التنمية الدولية                     | 24 سبتمبر 1992         | 22 ديسمبر 1960     |
|             | بنك التنمية الآسيوي                       | 1995                   | 1991               |
|             | البنك الدولي للإنشاء والتعمير             | 21 سبتمبر 1992         | 11 مارس 1947       |
|             | المركز الدولي لتسوية المنازعات الاستشارية | 25 أغسطس 1995          | 2 أبريل 1989       |
|             | الاتحاد البريدي العالمي                   | ?                      | ?                  |
|             | منظمة الأمن والتعاون في أوروبا            | 30 يناير 1992          | 25 يونيو 1973      |
|             | الاتحاد الدولي للاتصالات                  | 10 يوليو 1992          | 1866               |

## أعلام
هذه قائمة لبعض الشخصيات التي تربطها علاقات بالبلدين:
- بهرام مظفر (ملاكم تركي، 4 أغسطس 1986 – )
- تيمور كابادزه (لاعب كرة قدم أوزبكستاني، 5 سبتمبر 1981[22] – )
- مارسيل إلهان (لاعب كرة مضرب تركي، 11 يونيو 1987 – )
- محمد عاكف آرصوي (20 ديسمبر 1873 – 27 ديسمبر 1936[23])

## وصلات خارجية
- موقع وزارة الخارجية الأوزبكستانية
- موقع وزارة الخارجية التركية